# Trolebús de Guadalajara
El Trolebús de Guadalajara es un sistema de transporte mediante autobuses eléctricos que presta servicio en la ciudad de Guadalajara, Jalisco (México).
Actualmente cuenta con una ruta que comunica la zona poniente con la zona oriente de la ciudad. El trolebús es operado por SITEUR (Sistema de Tren Eléctrico Urbano), en su modalidad conocida como SITREN, y cuya finalidad es fungir como servicio alimentador del tren ligero.

## Historia

### Orígenes:Metro

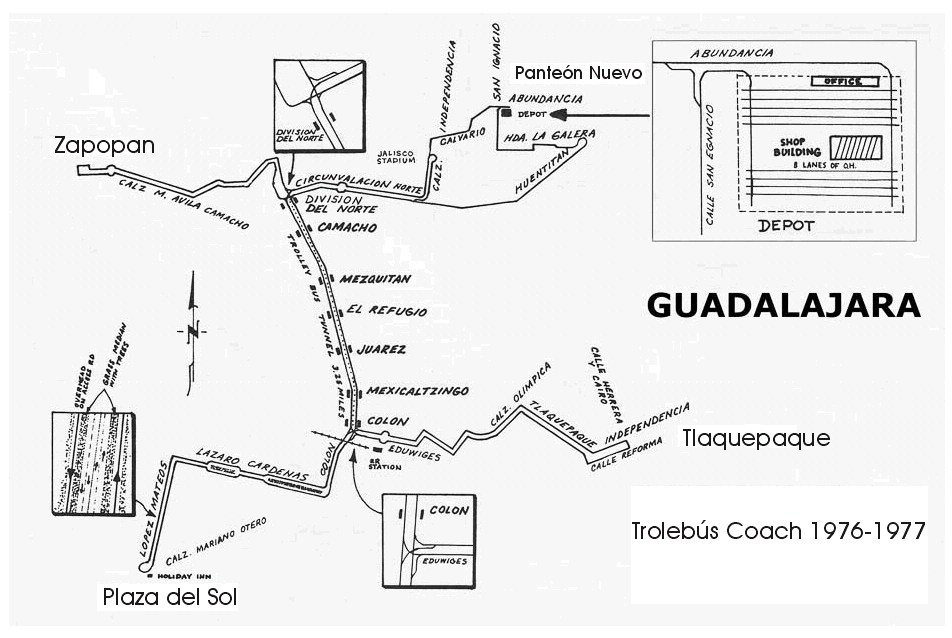
Mapa de la Red de Trolebús del año 1976.

Hacia el año de 1975 la ciudad enfrentaba severos problemas de transportación y tráfico, lo que hizo que el gobierno del estado buscase una solución para mejorar la movilidad urbana. Fue así que en 1974, el gobierno del estado de Jalisco, comenzó las obras de construcción de la Calzada del Federalismo, destruyéndose las calles Moro y Escobedo, en el centro histórico de la ciudad. Ya avanzadas las obras, a causa de restricciones presupuestales, el metro no se pudo concretar, por lo que se optó por buscar una alternativa de transporte. Se creó además la empresa Transporte Colectivo de Guadalajara, que a la postre se renombraría como Sistecozome.

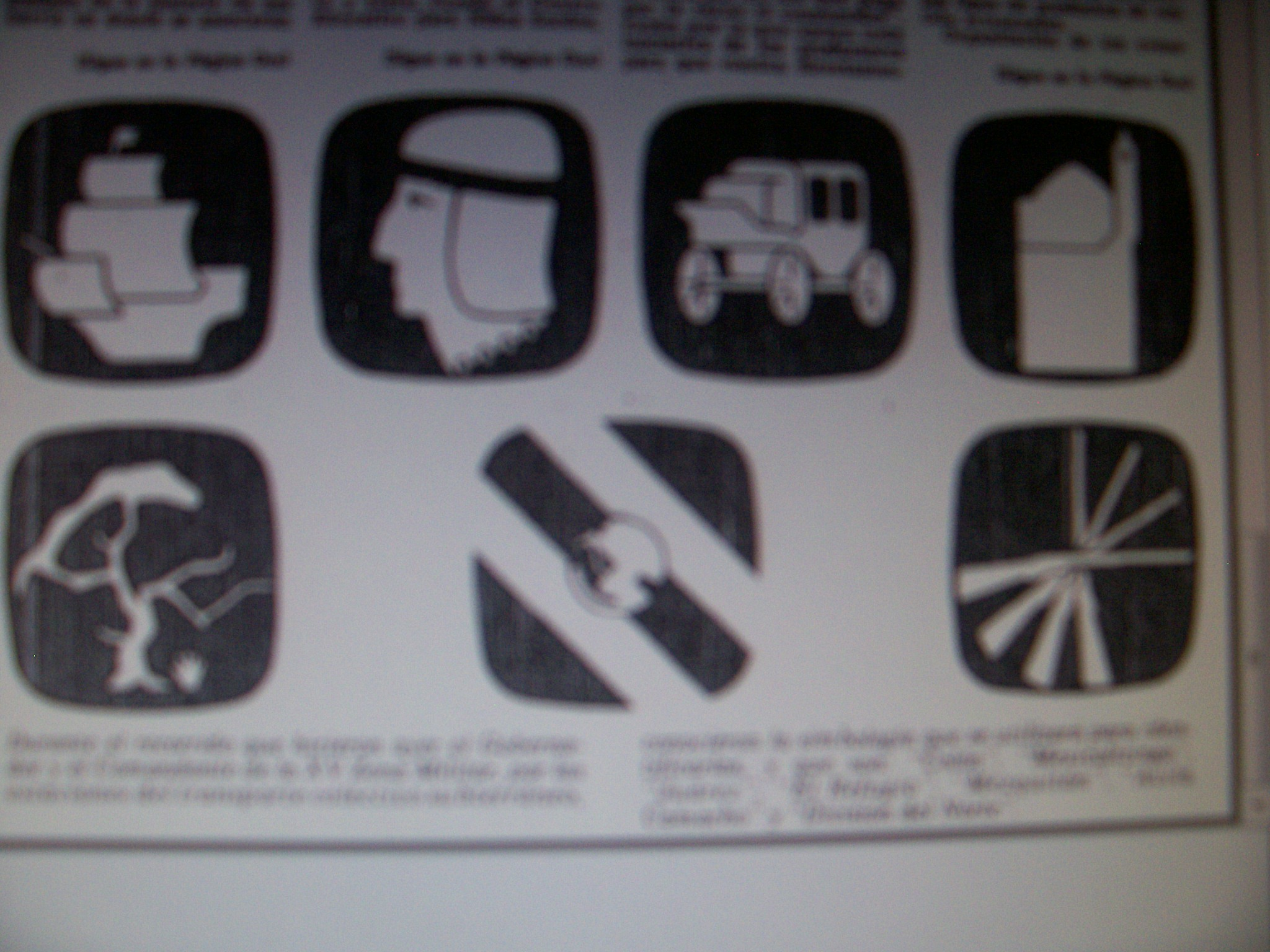
Pictogramas de las estaciones subterráneas.

Se tomó entonces la decisión de comprar a la CTA de Chicago 124 trolebuses Marmon-Herrington modelo de 1952, con el fin de poder dar uso al túnel de 6.6 kilómetros que se había construido. Las obras continuaron y en el año de 1976 fue inaugurado el servicio con las rutas Zapopan-Tlaquepaque y Panteón Nuevo-Plaza del Sol, y siete estaciones, 5 subterráneas y 2 a nivel de superficie. En 1978 fue emitida la Ley orgánica de Sistecozome.

### Años 80: Expansión de la red

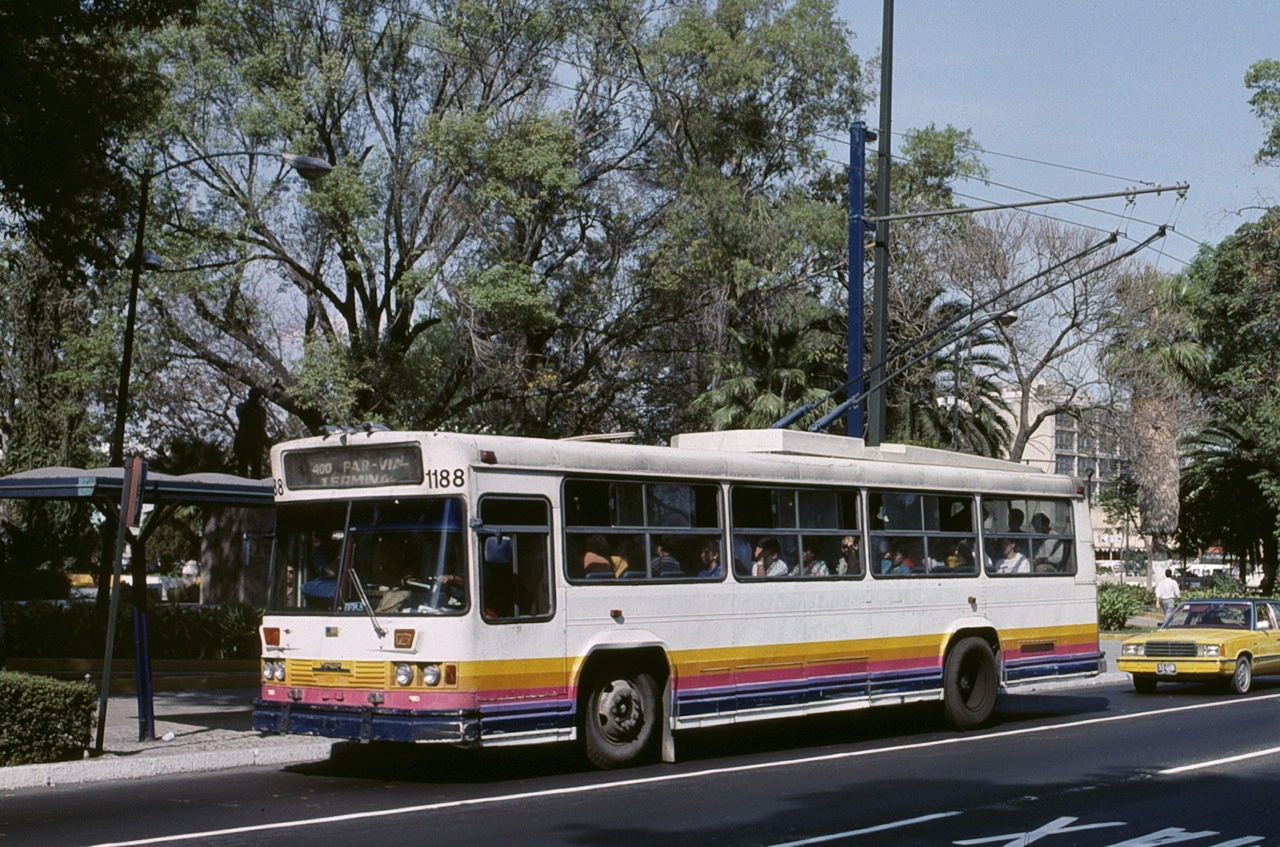
Unidad detenida en el Parque Revolución, con la cromática característica de los años ochenta.

En el año 1981 las dos rutas existente fueron modificadas en sus recorrido, quedando de la siguiente manera; Panteón Nuevo–Zapopan y Tlaquepaque–Plaza del Sol. En el año de1982 se contempló la ampliación del servicio, iniciando las obras para extender la línea hasta la actual estación 18 de marzo del tren ligero, así como la reconstrucción de las estaciones División del Norte y Colón. Un año después, mediante apoyo federal se hizo la adquisición de 300 autobuses para operar las rutas Par Vial, Obrero y el Eje 16 de septiembre, habiendo sido las dos primeras junto con el recién construido Eje Norte-Sur puestas en operación con trolebuses en el año de 1984. A su vez, Sistecozome comenzó a trabajar en la planeación de nuevas rutas.
Sin embargo en el año de 1988 al anunciarse la construcción del sistema de tren ligero para la ciudad, el denominado Eje Norte-Sur dejó de prestar servicio, y los trolebuses fueron retirados. El 1 de septiembre de 1989, comenzó a operar la línea 1 de dicho sistema. En ese mismo año a las rutas en operación se les asignaron numerales del 100 al 500.

### Años 90

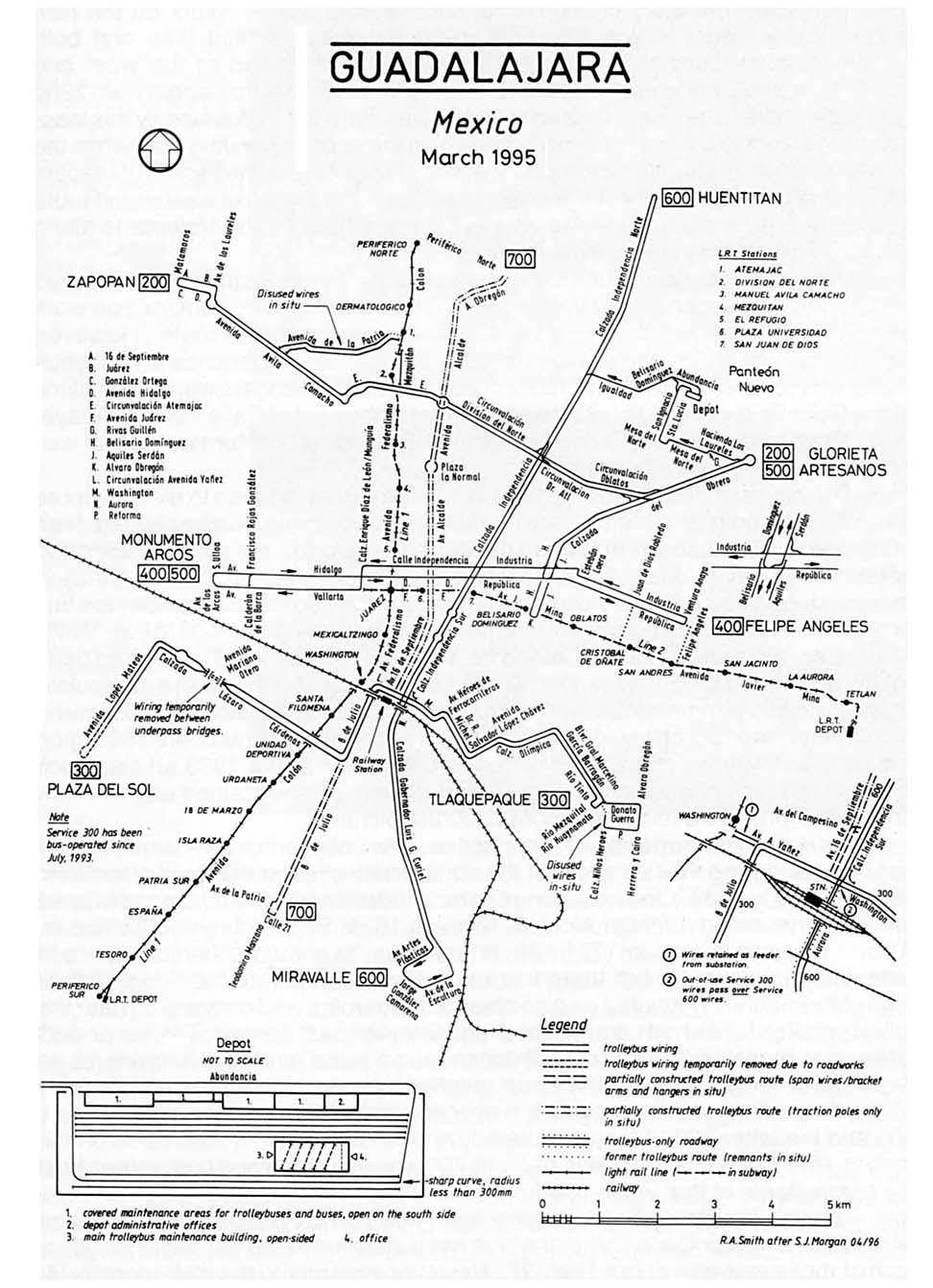
Mapa de la red de Tren LIgero y Trolebús en 1995.

A pesar de haber tenido que dejar de operar una de sus rutas, Sistecozome en conjunto con el gobierno de Jalisco, elaboró un proyecto para la puesta en operación de dos nuevas rutas, El Eje 16 de septiembre (que hasta entonces seguía siendo operado con autobuses) y el Eje Calzada Independencia. 
A la par de los trabajos de expansión, el sistema de trolebuses sufrió de nuevo modificaciones debido a las obras de la línea 2 del tren ligero, por lo que la ruta 400 tuvo cambios en su trayecto. Además, en julio de 1993 la ruta 300 comenzó a operar con autobuses, dado que al haberse quitado el servicio del Eje Norte-Sur, la ruta no tenía conexión con otras. 
En el año de 1995 finalmente fue inaugurado el Eje Independencia, al que le asignó el numeral de ruta 600. El Eje 16 de septiembre, cuyo numeral sería el 700, nunca se completó, quedando en su lugar postes y catenarias, y habiéndose realizado solo un 60% de las obras. En este mismo año fueron puestos en operación 18 trolebuses articulado procedentes del sistema de la Ciudad de México.

### Decadencia

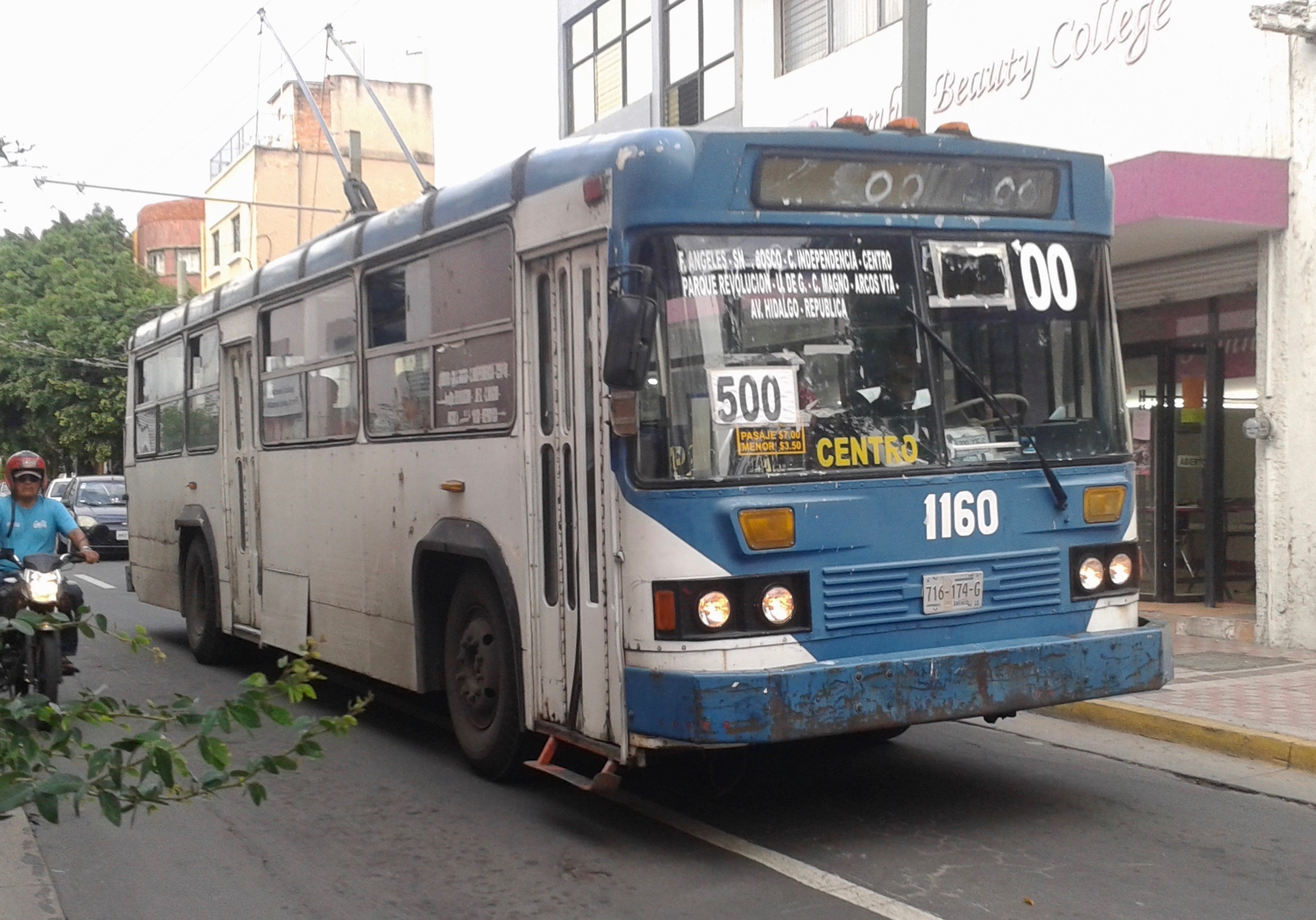
Desde la década de 2000, los trolebuses en condiciones deplorables eran comunes en la ciudad.

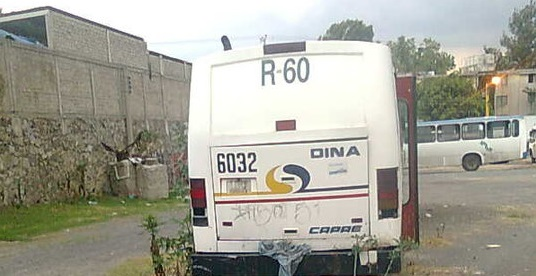
Así mismo, los autobuses de la empresa Sistecozome corrieron con la misma suerte. En la imagen, un autobús de la antigua ruta 60 (sustituyó a la 600) abandonado en la terminal de una de las rutas.

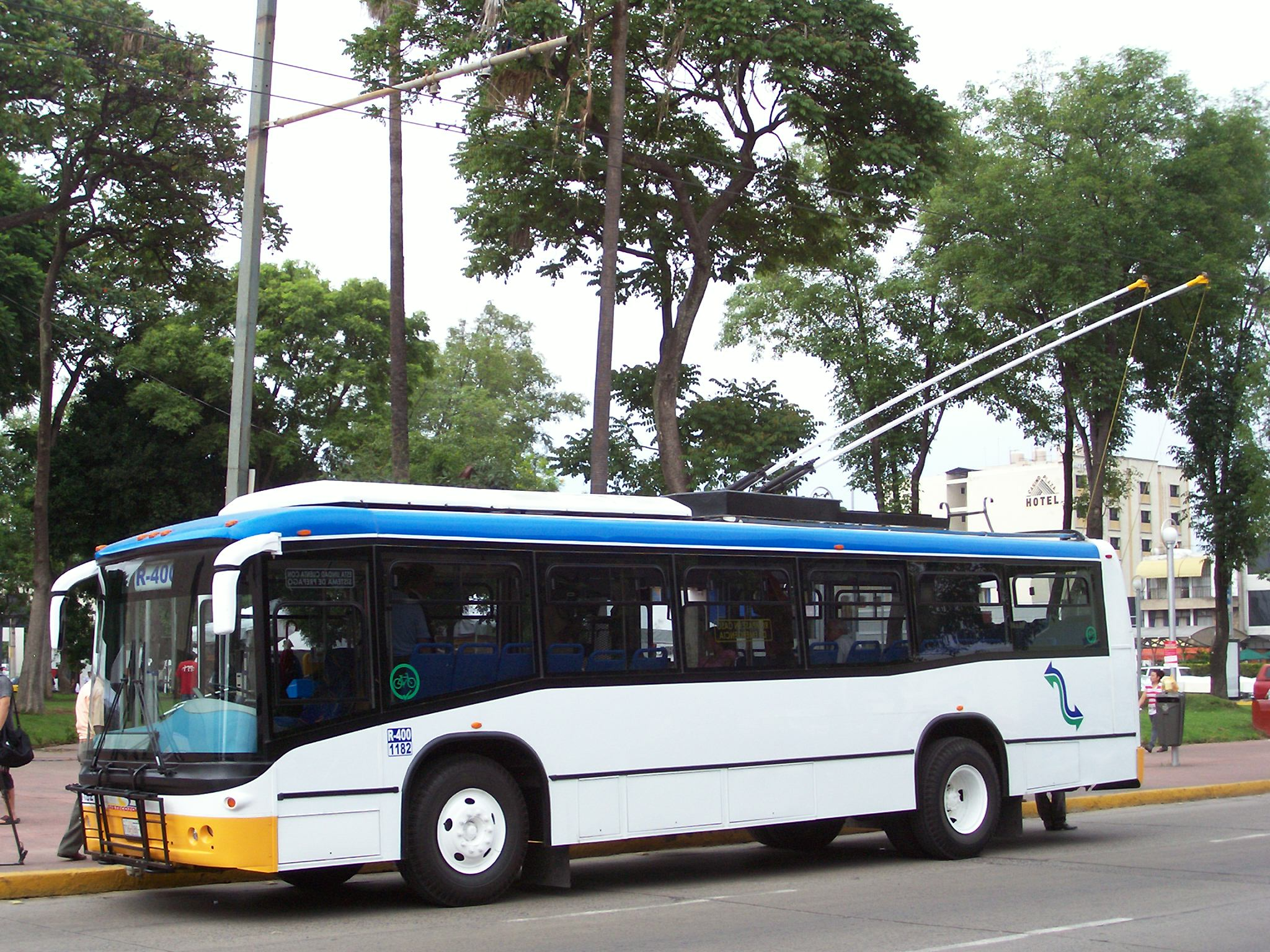
Trolebús reconstruido por Sistecozome y Carjal en 2011.

Para la década de los años 2000 el servicio comenzó a sufrir un fuerte deterioro, pues las unidades dejaron de recibir el mantenimiento adecuado, lo que causó que varios trolebuses fueran retirados de circulación y abandonados, en conjunto con los autobuses de las rutas estatales de Sistecozome. A raíz de esta situación la ruta 600 dejó de operar en el año del 2005, quedando reemplazada por la 60, seguida por la ruta 200 en el año del 2008. A pesar de la situación, hubo intentos por parte de Sistecozome por rescatar los trolebuses, mediante su reconstrucción, e inclusive se anunció la compra de 25 nuevas unidades pero ningún plan se concretó.
En el año del 2011 Sistecozome anunciaba una vez más la reconstrucción de sus unidades, en conjunto con la empresa carrocera mexicana Carjal, en el que se invertirían 19 millones de pesos para su costeo. La iniciativa contemplaba la renovación de dos unidades por mes, cuya finalización se estimó para el año del 2012 y se esperaba la renovación de 30 trolebuses. El 26 de julio del mismo año se presentó el primer trolebús con número económico 1182, cuyas principales características eran-, accesibilidad para discapacitados cámaras de seguridad, sistema de prepago y una parrilla para bicicletas al frente de la unidad. Pero de nueva cuenta, se repitió el caso de 2008, y el proyecto no continuó. En 2014 a causa del incendio del emblemático Mercado Corona las rutas 400 y 500 debieron ser operadas con autobuses durante un mes hasta que en junio del mismo año fueron operadas con un trayecto limitado hasta el Teatro Degollado, mientras que el resto seguía siendo cubierto con autobuses.

### Resurgimiento

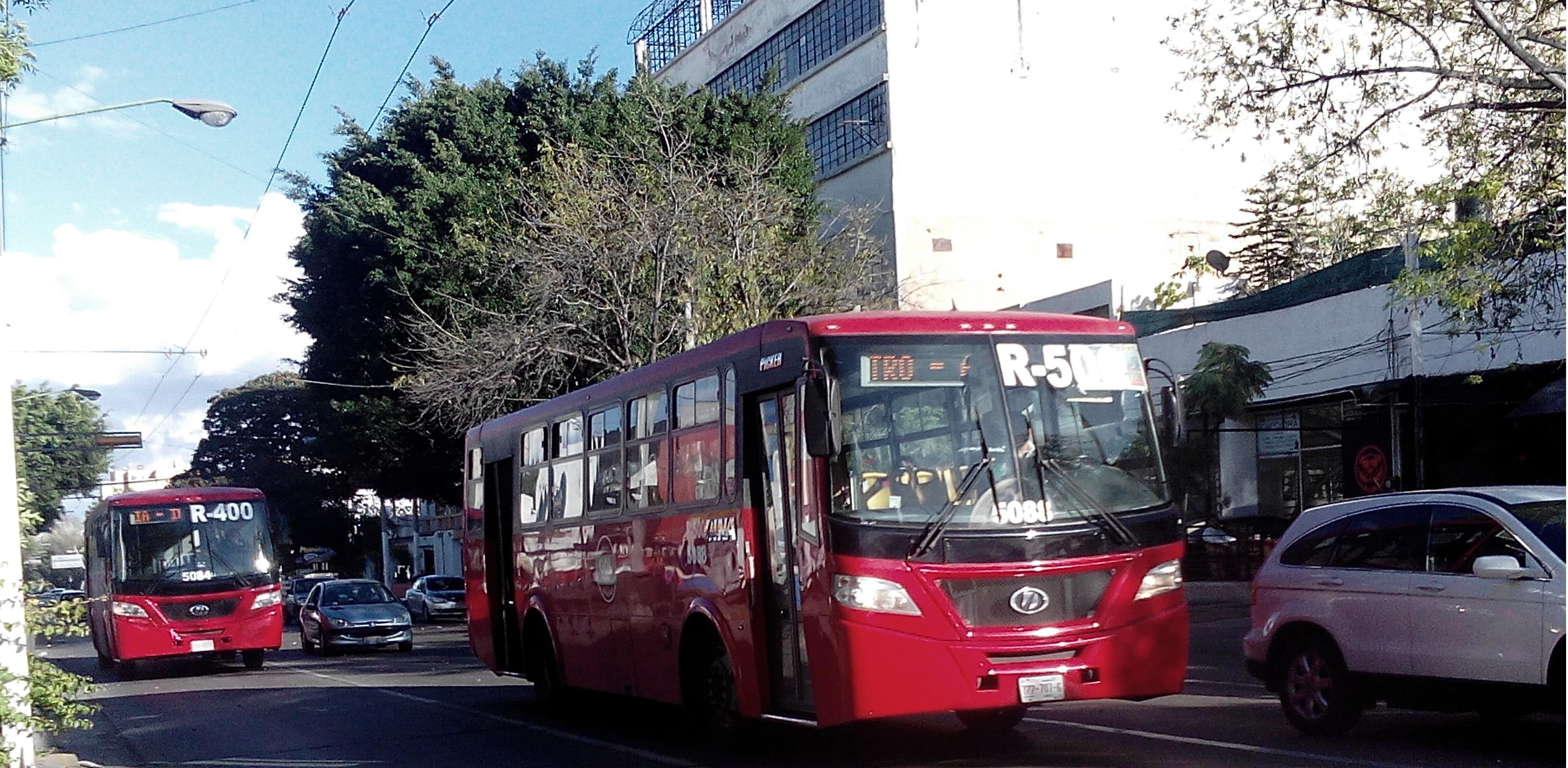
Autobuses a diésel que operaron en las rutas 400 y 500 entre 2015 y 2016.

Tras años de abandono, el 31 de enero de 2015 los 30 trolebuses MASA Somex que quedaban dejaron de prestar servicio tras más de 30 años, en tanto Sistecozome anunció su sustitución por veinte unidades diésel DINA Linner y Picker, mientras se esperaba la llegada de 25 nuevos trolebuses. En agosto del mismo año un trolebús modelo Ridder E fue puesto en pruebas en la ruta 400 durante una semana en tanto se seguía en la espera de las nuevas unidades, cuya operación se estimó en principio para diciembre.

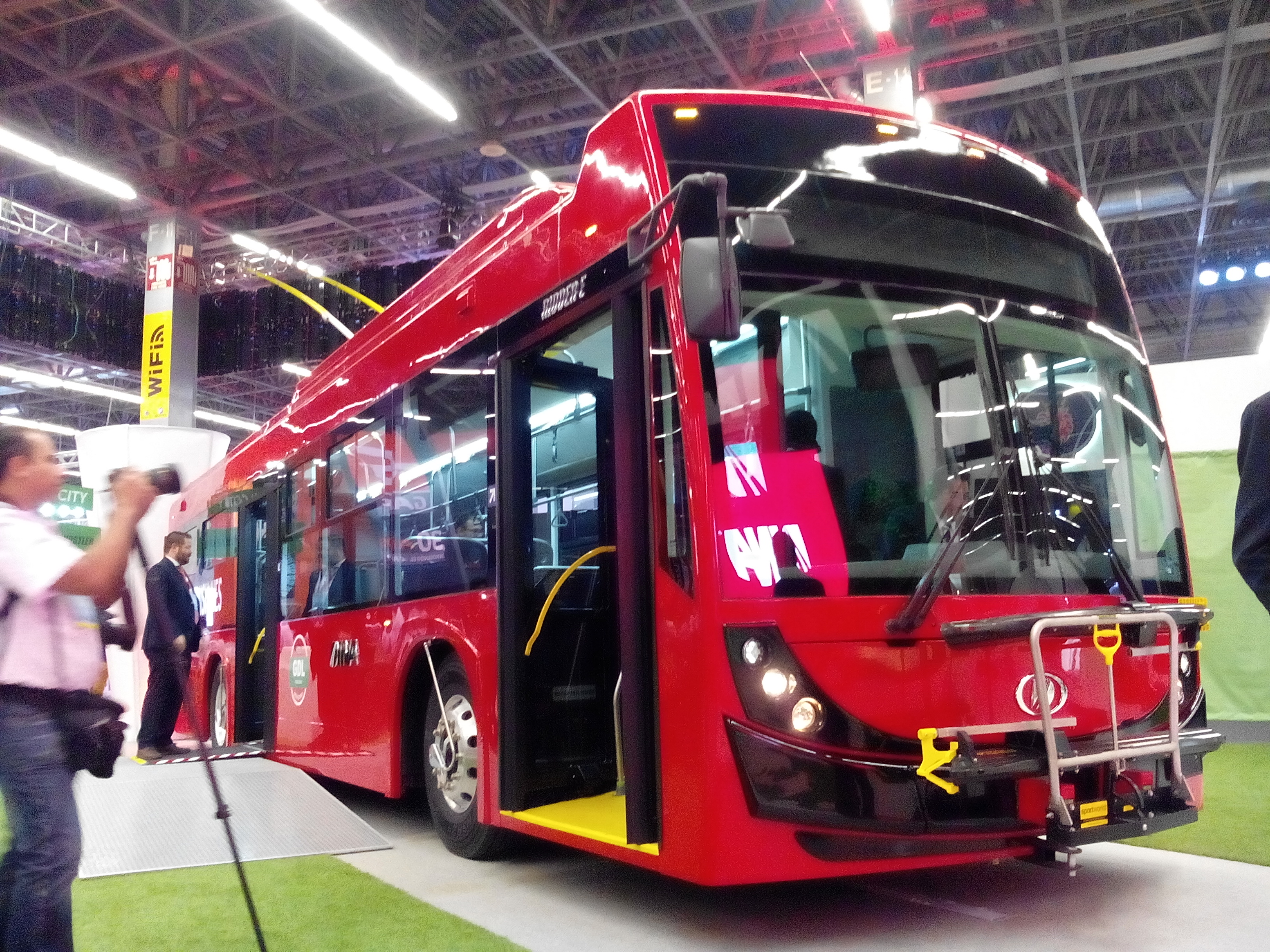
Trolebús DINA Ridder E que estuvo en pruebas, exhibido en la Expo Transporte ANPACT 2015 en Guadalajara

En enero de 2016 los primeros trolebuses comenzaron a llegar al Depósito 1 de Sistecozome en donde se esperaba que fuera esta empresa quien los operara una vez que la flotilla de 25 unidades estuviera completa. Pero el 28 del mismo mes, el gobernador de Jalisco, Aristóteles Sandoval, hizo pública la cesión del servicio de trolebús de Sistecozome a SITEUR,, que los incorporó a su modalidad de líneas alimentadoras conocidas como SITREN, pasando la ruta 400 a ser la Línea 3 de dicho sistema. 
Finalmente el 2 de febrero comenzaron a operar los nuevos trolebuses en el derrotero de la antigua ruta 400, tras un año de espera. Estando equipados con tecnología como cámaras de seguridad, sistemas GPS Y GPRS, parrillas para bicicletas en el frente de la unidad, accesibilidad para discapacitados y un motor autónomo que les permiten correr hasta 30 kilómetros sin necesidad de catenarias.
No obstante, a pesar de este nuevo impulso al transporte urbano eléctrico, aún existen infinidad de kilómetros de catenaria para uso de trolebús que han quedado en el abandono y que no se ocupan para reactivar rutas que podrían ser de mucho apoyo para la población así como también el poner de nueva cuenta el servicio de la antes ruta 200 y otras más para poder aprovechar la capacidad instalada para poder brindar servicio a zonas de la ciudad que lo necesitan actualmente así como la compra de más unidades de Trolebús que permitan revitalizar el servicio, a diferencia de la Ciudad de México con el Servicio de Trolebús que incluso ha comprado unidades nuevas para revitalizar y reorganizar rutas, Guadalajara presenta un atraso todavía inclemente que desaprovecha la red de catenaria instalada así como la desidia de las autoridades locales a reactivar corredores de trolebús que antes funcionaban bien o bien implementar nuevos recorridos de trolebús. Todo esto en el marco de que se privilegian transportes movidos por motor de combustión interna que tienen fuertes intereses político-económicos en el estado.

## Red actual

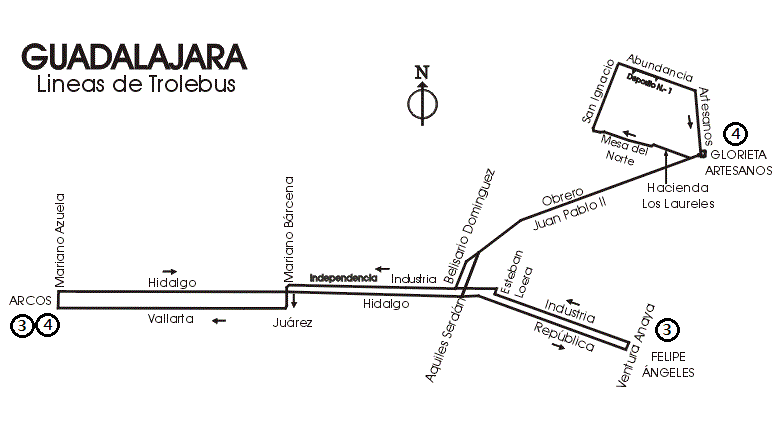
Mapa de la red

### Sitren Línea 3
Actualmente es la única línea en operación, corre del Monumento de Los Arcos al Mercado Felipe Ángeles. Cuenta con una extensión de 34 kilómetros y a lo largo de su trayecto se ubican 54 paradas. Su recorrido es el siguiente:
- En sentido poniente-oriente por Avenida de Los Arcos-Avenida Hidalgo-Avenida República-Calle Ventura Anaya.

- En sentido oriente-poniente por Calle Ventura Anaya-Calle Industria-Calle Independencia-Calle Mariano Bárcenas-Calle 8 de julio-Avenida Juárez-Avenida Vallarta-Avenida de Los Arcos.

Además la línea cuenta con conexión al sistema Mi Macro Calzada en la parada Independencia, así como con el tren eléctrico en la estación Juárez, desde donde comparte una parte su trayecto con la Línea 1 de SITREN, hasta la terminal de Los Arcos.
| Estaciones de la Ruta 3 Trolebús Oriente-Poniente | |
| --- | --- |
| \| \| Felipe Ángeles \\| Industria \\| Francisco Villa \\| Damián Carmona \\| San Juan Bosco \\| Rita Pérez de Moreno \\| Ramón Blancarte \\| Porfirio Díaz \\| Román Morales \\| Aquiles Serdán \\| San Martín \\| Juan Díaz Covarrubias \\| Cabañas \\| Independencia \\| Poder Judicial \\| Rotonda \\| Mercado Corona \\| Capuchinas \\| Templo del Carmen \\| Juárez \\| Paraninfo \\| Argentina \\| Consulado \\| Chapultepec \\| Américas \\| Club de Industriales \\| Centro Magno \\| Arcos \| | |
| | Felipe Ángeles \| Industria \| Francisco Villa \| Damián Carmona \| San Juan Bosco \| Rita Pérez de Moreno \| Ramón Blancarte \| Porfirio Díaz \| Román Morales \| Aquiles Serdán \| San Martín \| Juan Díaz Covarrubias \| Cabañas \| Independencia \| Poder Judicial \| Rotonda \| Mercado Corona \| Capuchinas \| Templo del Carmen \| Juárez \| Paraninfo \| Argentina \| Consulado \| Chapultepec \| Américas \| Club de Industriales \| Centro Magno \| Arcos |

## Rutas desaparecidas y no concretadas

### Ruta 200

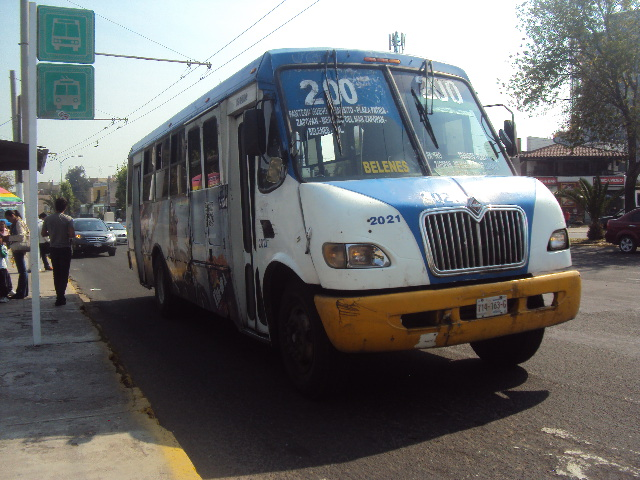
Autobús diésel cubriendo la ruta tras dejar de operar con trolebuses. Destaca en el lado izquierdo la señalética indicado la parada de trolebús y al fondo la catenaria y tendido eléctrico de este.

Esta ruta dejó de operar con trolebuses en julio de 2008, por obras en el centro de Zapopan, y a pesar de que se modificó la línea eléctrica tendiendo un retorno justo fuera de la clínica 53 del IMSS, el servicio con trolebuses jamás regreso. En los últimos años de operación la ruta prestaba un servicio deficiente, pues únicamente de 4 a 5 unidades prestaban el servicio. Desde 1995 a su desaparición en la ruta circulaban las unidades más antiguas MASA SOMEX 1981 Números económicos 1001-1140 aunque su gran mayoría estaban en el taller por falta de mantenimiento, algunas demasiado canibalizadas para que otras unidades pudiesen circular, donde se encuentran los talleres de Sistecozome.

### Ruta 300
Era la ruta más antigua, ya que fue inaugurada el 20 de noviembre de 1976, comenzando su recorrido en el centro comercial Plaza del Sol, hacia el centro histórico de Tlaquepaque, La ruta operó con normalidad hasta 1988 cuando los trolebuses fueron retiradas del túnel de la Calzada del Federalismo, quedando aislada del resto de la red.
El servicio comenzó a ser operado con autobuses en el año del 1993 (ver mapa de 1995), para el año de 1997 ser extendido a la colonia Arenales Tapatíos y la Nueva Central de Autobuses, sin embargo, a causa de la baja afluencia de usuarios y la falta de mantenimiento en unidades provocaron que la ruta desapareciera por completo en el año del 2003. La ruta fue puesta en operaciones de nueva cuenta en marzo de 2009, para desaparecer una vez y ser fusionada con una ruta de servicio subrogado, la 632-B, que también dejó de operar en el año del 2012 a causa de la oposición de conductores de otras rutas.

### Ruta 500
Esta ruta se inauguró en el año de 1984 junto con la ruta 400, ésta pasa por puntos importantes como lo son el centro histórico como la Plaza Tapatía, Hospicio Cabañas, el centro comercial Centro Magno, Monumento Los Arcos de Guadalajara, Estación del Tren Ligero 1 y 2, Glorieta Artesanos Mariano Azuela-Av. Hidalgo-Av. República-Aquiles Serdán-Calzada Juan Pablo II - Belisario Domínguez Centro Médico entre otros.

### Ruta 600
Comenzó a dar servicio con unidades diésel en el año de 1988, para pasar a ser operada con trolebuses en el año de 1995. Hacía su recorrido a lo largo de las calzadas Independencia y Gobernador Curiel. En año del 2004 la ruta dejó de operar y su recorrido pasó a ser sustituido por la ya existente ruta 60, que quedó partida en dos vías.  La ruta desapareció en el año del 2009, pues todo su recorrido fue reemplazado por Mi Macro Calzada.

### Ruta 700
Única ruta que nunca se terminó ni operó. Surgida como parte del proyecto de extensión de la red en el año de 1987, debía operar al mismo tiempo que la 600. Su trayecto contemplaba que fuera de la colonia El Batán a la colonia Polanquito y que operara hacia el año de 1996. A lo largo de varias avenidas se instalaron postes y catenaria, los cuales hasta la fecha siguen en abandono.

## Tarifa de abordaje

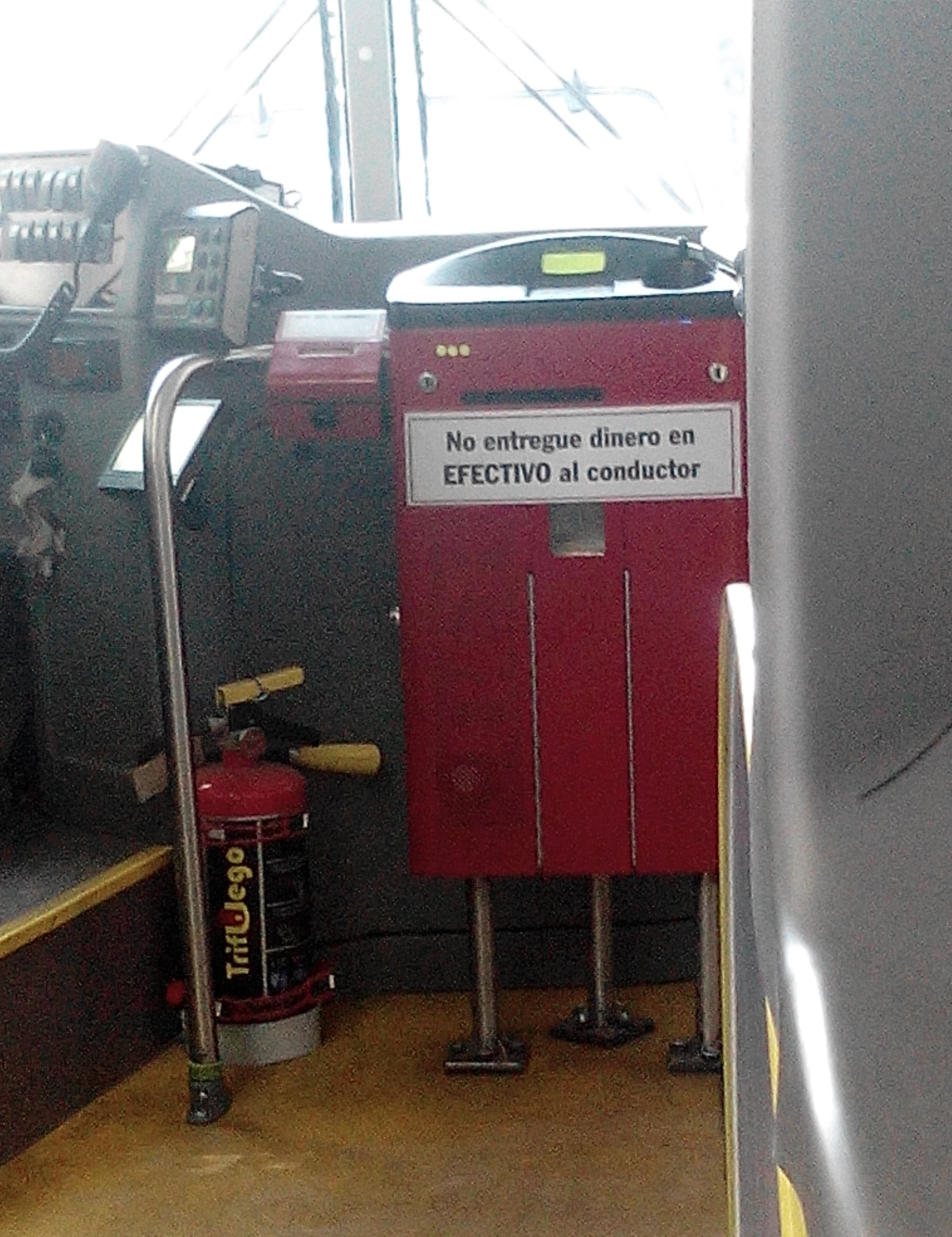
Alcancía para realizar el pago de acceso a las unidades.

La tarifa es de $9.50 pesos mexicanos, las modalidades de pago son mediante el importe exacto en moneda, o con la tarjeta electrónica de SITEUR, que permite además realizar transbordo al tren ligero y al resto de líneas del SITREN. Todos los trolebuses están equipados con una alcancía para el pago, que cuenta además con un lector de tarjeta electrónica.

## Parque vehicular
Actualmente el parque vehicular está compuesto por 25 trolebuses DINA Ridder E. Pero a lo largo de la historia llegó a haber más de 100 unidades, así como distintos modelos, los cuales se describen a continuación:
| Parque Vehicular       |           |                   |                |                   |                      |                  |
| Modelo                 | Serie     | Constructora      | Procedencia    | Años de operación | Línea donde circula  | Parque Vehicular |
| Marmon-Herrington 1952 | 2000-2099 | Marmon-Herrington | Estados Unidos | 1976-1984         | Fuera de circulación | 99 unidades      |
| Marmon-Herrington 1953 | 2100-2125 | Marmon-Herrington | Estados Unidos | 1976-1984         | Fuera de circulación | 25 unidades      |
| S500T 81               | 1101-1150 | MASA SOMEX        | México         | 1982-2015         | Fuera de circulación | 49 unidades      |
| S500T 84               | 1151-1200 | MASA SOMEX        | México         | 1982-2015         | Fuera de circulación | 49 unidades      |
| S500T Articulado       | 1200-1218 | MASA SOMEX        | México         | 1995-2007         | Fuera de circulación | 18 unidades      |
| Ridder E               | 3000-3025 | DINA              | México         | 2016-             | Sitren Línea 3       | 25 unidades      |